# Cynoglossum germanicum
Cynoglossum germanicum là loài thực vật có hoa trong họ Mồ hôi. Loài này được Jacq. mô tả khoa học đầu tiên năm 1767.